# Rotax 618
Der Rotax 618 ist ein wassergekühlter Zweizylinder-Zweitakt-Reihenmotor. Er wurde von der österreichischen Firma BRP-Rotax für den Einsatz in Ultraleichtflugzeugen gebaut.

## Konstruktion
Der Rotax 618 besitzt einen wassergekühlten Zylinderkopf und wassergekühlte Zylinder mit Drehventilen. Die Kühlung erfolgt durch ein oder zwei außenliegenden Kühler. Geschmiert wird der Motor durch ein Öl-/Kraftstoffgemisch im Verhältnis von 50:1 oder durch Öleinspritzung. Er verfügt über eine Doppelkondensatorzündung von Ducati und zwei Vergaser. Für die Kraftstoffzufuhr verwendet er eine pneumatische Membrankraftstoffpumpe.
Der Propeller wird über ein Untersetzungsgetriebe Rotax Typ C oder E angetrieben. Die Standardausführung beinhaltet einen schallgedämpften Auspuff sowie schallgedämpften Luftfilter. Optional kann ein Endschalldämpfer montiert werden, um den Motorlärm weiter zu reduzieren. Des Weiteren verfügt das Triebwerk über einen Elektrostarter und eine eingebaute 12V-Lichtmaschine, die 200 Watt leistet.
Der Motor wird nicht mehr hergestellt.

## Verwendung

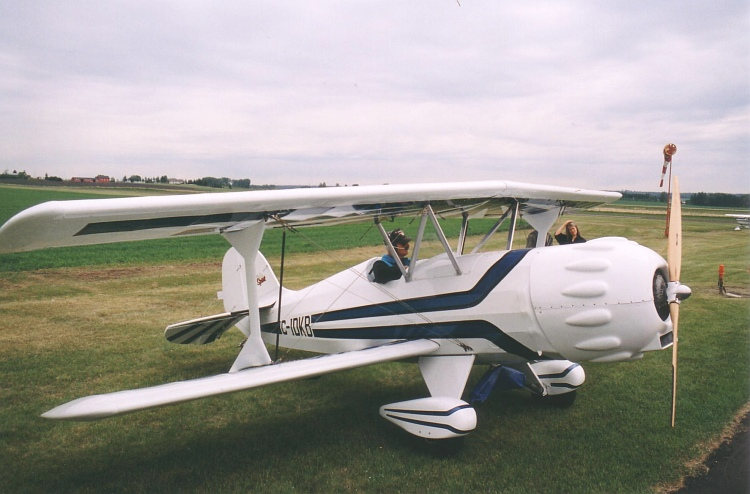
Murphy Renegade Spirit Doppeldecker mit Rotax 618

- Acrolite
- ARV Griffin
- Bede BD-5
- Blue Yonder Merlin
- Earthstar Thunder Gull JT2
- Early Bird Jenny
- Fletcher Hercules
- Joplin Tundra
- Kolb Mark III
- Kolb Slingshot
- Laron Wizard
- Microleve Corsario
- Microleve ML 450
- M-Squared Breese
- Murphy Renegade
- Quicksilver GT500
- Rainbow Aerotrike
- Sea-Bow International Sea-Bow
- Titan Tornado